# Шаржер
Шаржер је део ватреног оружја у којем се налазе меци, могу бити уклоњиви или интегрални делови ватреног оружја. Шаржер функционише тако што федер на дну гура метке у цев, постоје у различитим величинама и облицима од малих за пиштоље и пушке до великих за митраљезе.

## Еволуција

### Пушке репетирке
У другој половини 19. века уведене су брзометне пушке (такозване магацинке или репетирке), са магацином из кога се меци убацују у цев повлачењем затварача, чиме је знатно повећана брзина гађања (1 зрно за 5-10 секунди). Појави тих пушака допринела је и месингана чахура, која је зрно, барутно пуњење и капислу боље сједињавала у целину. После опаљења, рад се понавља (тј. репетира) - отварањем затварача избацује се празна чахура, а његовим затварањем убацује се у цев нов метак из магацина. Прве пушке са магацином (Хенри и Хенри-Винчестер са 15 метака, Спенсер са 8 метака) употребљене су у Америчком грађанском рату 1861-1865 и Бурском рату 1899-1902.
Било је три врсте магацина: испод цеви (Лебел М.86, Винчестер М.95), у кундаку (Спенсер М.60) и испод сандука. Ова последња врста омогућила је најбрже пуњење. Магацини су били најчешће вертикални, и то са једним (Мозин М.91/30) или два (Маузер М.91) реда метака, а ређе хоризонтални (Краг-Јоргенсен) или у облику добоша (Манлихер-Шоенауер М.1903/14).  Од 1886. брзометне пушке са магацином употребљавају се у целој Европи.